# Rousettus
Rousettus là một chi động vật có vú trong họ Dơi quạ, bộ Dơi. Chi này được Gray miêu tả năm 1821. Loài điển hình của chi này là Pteropus aegyptiacus E. Geoffroy, 1810.

## Hình ảnh

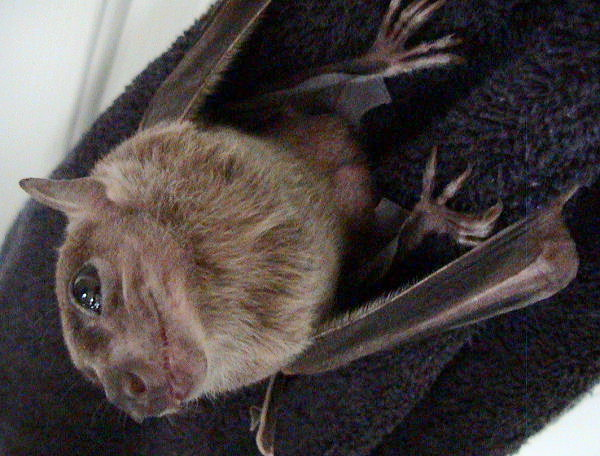
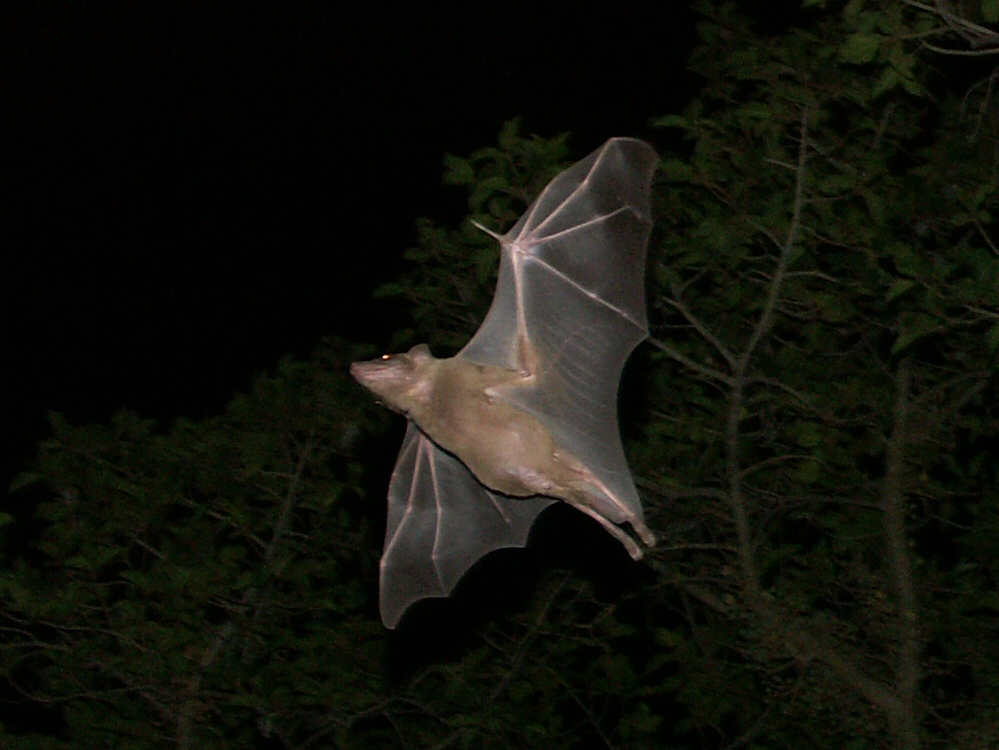

## Các loài
Chi này gồm các loài: